# Rhodri Davies
Rhodri Davies (* 1971 in Aberystwyth, Wales) ist ein britischer Improvisationsmusiker (Harfe, Live-Elektronik, Komposition). Auch schuf er Klanginstallationen mit Wind-, Wasser-, Eis-, Trockeneis- und Feuerharfen.

## Leben und Wirken
Davies, der ab 1995 in London lebte, arbeitete in der englischen Improvisationsszene ab den 1990er-Jahren u. a. mit Simon H. Fell, Evan Parker, John Butcher, Chris Burn, Derek Bailey, Tony Wren und dem London Improvisers Orchestra; im folgenden Jahrzehnt auch mit Thomas Lehn, Axel Dörner, Dominic Lash, Mark Sanders und Trevor Watts. In der Gruppe IST (mit Simon H. Fell und Mark Wastell) gehörte er zu den wegweisenden Gruppen bei der Entwicklung der ultra-leisen Ästhetik. 2001 gastierte er auf dem Berliner Total Music Meeting.
Daneben legte Davies eine Reihe von Soloalben vor; 2020 veröffentlichte er das Album Transversal Time (Confront Recordings) vor, gefolgt von For Simon H. Fell und Telyn Rawn (2022) (dann wurden alle Soloalben unter dem Titel Wyth noch einmal auf einer 8-CD-Box versammelt und 2024 veröffentlicht). Außerdem arbeitete er im Trio mit John Tilbury und Michael Duch sowie mit zahlreichen weiteren Improvisatoren und mit Éliane Radigue. Tom Lord listet ihn zwischen 1995 und 2023 mit der Beteiligung an 72 Aufnahmesessions.
2013 veröffentlichte Davies gemeinsam mit dem Folk-Musiker Richard Dawson das Album Hen Ogledd. Der Albumtitel – walisisch für „Der alte Norden“ – wurde der Name der von beiden gegründeten Band, zu der später als weitere Mitglieder Dawn Bothwell und Sally Pilkington hinzukamen. 2016 erschien das Album Bronze, 2018 Mogic. Mit Sven-Åke Johansson und 
Burkhard Beins legte Davies das Album Fallstudien (2017) vor.
Davies lebt in Gateshead. 2012 war er Stipendiat der Foundation for Contemporary Arts.